# Mitch Ryder
Mitch Ryder, egentligen William Sherille Levise, Jr., född 26 februari 1945 i Hamtramck, Michigan, är en amerikansk sångare. Han är känd för sitt speciella högljudda sätt att sjunga, inspirerat av Little Richard och James Brown, och sin blandning av soul och rockmusik. Ryder har i sin tur inspirerat artister som Bob Seger, Bruce Springsteen och John Mellencamp.

## Biografi
Som ung var Ryder med i gruppen Peps som bestod av afroamerikanska musiker, men orkade inte vara kvar länge eftersom rasfrågor hela tiden dök upp och bildade istället den egna gruppen Billy Lee & the Rivieras. Han upptäcktes av producenten Bob Crewe, och enligt legenden tog han artistnamnet Mitch Ryder genom att låta slumpen välja ett namn i telefonkatalogen. Han började spela in 1965 tillsammans med gruppen, nu döpt till The Detroit Wheels, som bestod av James McCarty (gitarr), Joseph Cubert (gitarr), Earl Elliot (basgitarr), och Johnny Badanjek (trummor). De fick sitt genombrott i januari 1966 med singeln "Jenny Take a Ride", en vild mix av låtarna "C.C. Rider" av Chuck Willis och "Jenny Jenny" av Little Richard. Låten nådde tiondeplats på Billboard Hot 100-listan, och blev hans enda besök på brittiska singellistan där den nådde plats 33. Gruppens debutalbum Take a Ride gavs samtidigt ut, bestående av R&B-covers av artister som James Brown och Sam Cooke.
Strax därefter utkom gruppens andra studioalbum Breakout, och de fick fler hits med låtarna "Little Latin Lupe Lu" och "Devil With a Blue Dress"/"Good Golly Miss Molly". Även 1967 blev framgångsrikt med hitsinglarna "Sock It to Me, Baby!" och "Too Many Fish In The Sea". Efter tre album beslöt Ryder på inrådan av producenten Bob Crewe lämna gruppen och påbörja en solokarriär. Hans första soloalbum gav honom en mindre hit i USA med "What Now My Love". Bortsett från denna låt blev solokarriären på 1960-talet inget lyckat drag då efterföljande singlar ignorerades av skivpubliken.
Han återförenades med Detroit Wheels-trummisen Johnny Badanjek och bildade den kortvariga gruppen Detroit, vilken gav ut ett studioalbum 1971, producerat av Bob Ezrin. Sedan dröjde det fram till 1978 innan han återkom med skivan How I Spent My Vacation. På 1980-talet utgav han flera soloalbum, men kom bara att få en mindre singelhit med en inspelning av Prince-låten "When You Were Mine" 1983. Han uppträdde under decenniet mycket i Europa och spelade bland annat på tyska Rockpalast i global TV-direktsändning. Ryder har fortsatt uppträda och spela in nya skivor in på 2010-talet.

## Diskografi

### Album med Mitch Ryder & the Detroit Wheels
- Take a Ride (1966)
- Breakout...!!! (1966)
- Sock It to Me! (1967)

### Soloalbum
- What Now My Love (1967)
- Mitch Ryder Sings the Hits (1968)
- The Detroit-Memphis Experiment (1969)
- Detroit with Mitch Ryder (1971)
- How I Spent My Vacation (1978)
- Naked But Not Dead (1979)
- Got Change for a Million? (1980)
- Live Talkies (1982), live!
- Smart Ass (1982)
- Never Kick a Sleeping Dog (1983)
- In the China Shop (1986)
- Red Blood, White Mink (1988)
- Beautiful Toulang Sunset (1995)
- Get Out the Vote (1997)
- Rock & Roll (1998) (nyinspelningar av gamla hits)
- The Promise (2012)